# Барбара Блаттер
Барбара Блаттер (22 грудня 1970) — швейцарська велогонщиця.
Срібна призерка Олімпійських Ігор 2000 року в маунтінбайку, учасниця 2004 року.